# Dobrosav Milenković
Dobrosav Milenković, srbski general, * 24. avgust 1874, † 15. april 1973.

## Življenjepis
Leta 1892 je diplomiral na Vojaški akademiji v Beogradu. Med balkanskima vojnama (1912-1913) je bil poveljnik bataljona in med prvo svetovno vojno poveljnik 19. polka. Leta 1926 je bil upokojen.
Leta 1944 se je pridružil NOVJ; deloval je v Glavnem štabu NOV in PO Srbije.